# Descarga súper-atmosférica

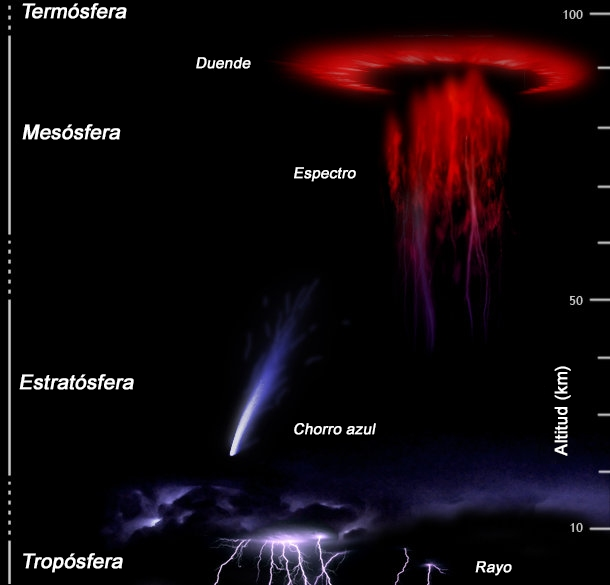
Tipos de destellos super-atmosféricos.

Destello súper-atmosférico o descarga súper-atmosférica son términos a veces usados por investigadores para referirse a una familia de súbitos fenómenos eléctricos que ocurren bastante por encima de las altitudes de los destellos normales. El uso preferido y corriente es efecto luminoso transitorio (ELT) para referirse a los varios tipos de fenómenos de descarga eléctrica en la atmósfera superior, que no poseen varias de las características de los más familiares destellos en la tropósfera. ELTs incluyen extraños fenómenos rojos ('espectros' o 'elfos') o con forma de halos, y enormes chorros azules.

## Historia
En la década de 1920, el físico escocés C. T. R. Wilson predijo que súbitos fenómenos eléctricos debían ocurrir en la atmósfera muy por encima de las tormentas. En subsecuentes décadas, descargas de alta altitud fueron reportadas por pilotos y subestimadas por los meteorólogos hasta que la primera evidencia visual directa fue documentada el 6 de julio de 1989 por científicos de la Universidad de Minnesota. Varios años después, los registros ópticos de estos eventos fueron llamados 'espectros' por investigadores en la Universidad de Alaska para evitar la implicancia de propiedades físicas que eran, en ese momento, todavía desconocidas. Los términos espectros rojos y chorros azules después que un videoclip circulara seguido de una campaña aérea de investigación para estudiar los 'espectros' en 1994.

## Espectros

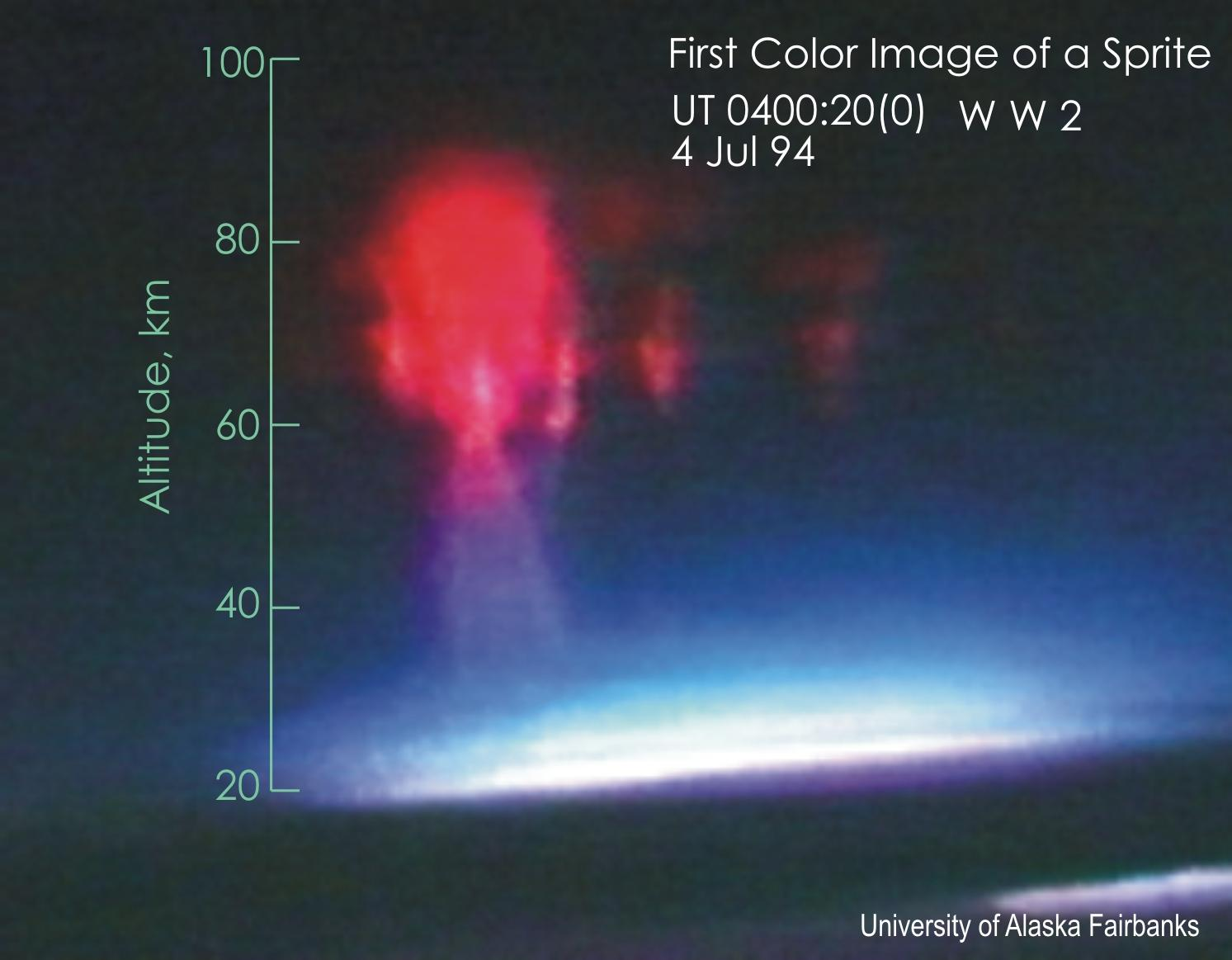
Primera imagen de color de un espectro, tomada desde un avión atmosférico.

Los espectros son descargas eléctricas de gran escala que ocurren muy arriba de las nubes de tormentas, o cumulunimbus, dando lugar a un muy amplio rango de figuras. Son producidas por las descargas de rayos positivos entre las nubes y la tierra. El fenómeno fue denominado a partir del malévolo duende (duende de aire) Puck en la comedia A Midsummer Night's Dream de William Shakespeare. Normalmente tienen coloración rojiza naranja o azul verdosa, con 'tentáculos' colgantes, y ramas arqueadas arriba, su localización, y pueden ser precedidas por un halo rojizo. Comúnmente ocurren en agregados, cubriendo de 80 km encima de la superficie de la tierra. Los espectros fueron fotografiados por primera vez el 6 de julio de 1989 por científicos de la Universidad de Minnesota y han sido testimoniados decenas de miles de veces. Los espectros han sido responsabilizados por inexplicables accidentes que involucran operaciones vehiculares de alta altitud por encima de las tormentas.

## Chorros

### Chorros azules
Los chorros azules se diferencian de los espectros en que se proyectan desde la cima de un cumulonimbos por encima de una tormenta, típicamente en un estrecho cono, hacia los niveles más bajos de la ionósfera, 40 a 50 km encima de la tierra. Adicionalmente, mientras que los espectros rojos tienden a ser asociados con significativos golpes de luz, los chorros azules no aparecen directamente arrancados por destellos (sin embargo, ellos aparecen relacionados con la fuerte actividad de la nieve en las tormentas). Son además más brillantes que los espectros, como lo indica su nombre, son de color azul. Se cree que el color se debe a un conjunto de líneas de emisión azules y cercanas al ultravioleta provenientes de moléculas de nitrógeno neutras e ionizadas. Fueron registradas por primera vez el 21 de octubre de 1989, en el video monocromático de una tormenta en el horizonte, tomada desde el Space Shuttle mientras pasaba sobre Australia. Los chorros azules son mucho menos frecuentes que los espectros. Desde el 2007, menos de 100 imágenes han sido obtenidas. La mayoría de estas imágenes, que incluye la primera imagen en color, están asociadas con una única tormenta estudiada por investigadores de la Universidad de Alaska. Fueron tomados en una serie de vuelos en 1994 para estudiar los espectros.

### 'Bujías' azules
Las bujías azules (blue starters) fueron descubiertas en videos a partir de un vuelo de investigación nocturno alrededor de las tormentas y parecen ser "un luminoso fenómeno que se mueve hacia adelante relacionado muy de cerca a los chorros azules." Aparecen como más pequeños y brillantes que los chorros azules, alcanzando altitudes de sólo 20 km. "Las bujías azules parecen ser chorros azules que nunca se consolidaron," de acuerdo al Dr. Victor P. Pasko, profesor asociado de ingeniería eléctrica.

### Chorros gigantes
El 14 de septiembre de 2001, científicos del Observatorio Arecibo  fotografiaron un gigantesco doble chorro de la altura de los anteriormente observados - alcanzando cerca de los 73 km hacia la atmósfera. El jet fue localizado encima de una tormenta sobre el océano, y duró menos de un segundo. Se observó que el chorro inicialmente estaba viajando a una velocidad por encima de los 50,000 m/s en forma similar a un típico chorro azul pero luego se dividió en dos y viajó a 250,000 m/s a la ionósfera de donde se dispersó en una brillante explosión de luz.

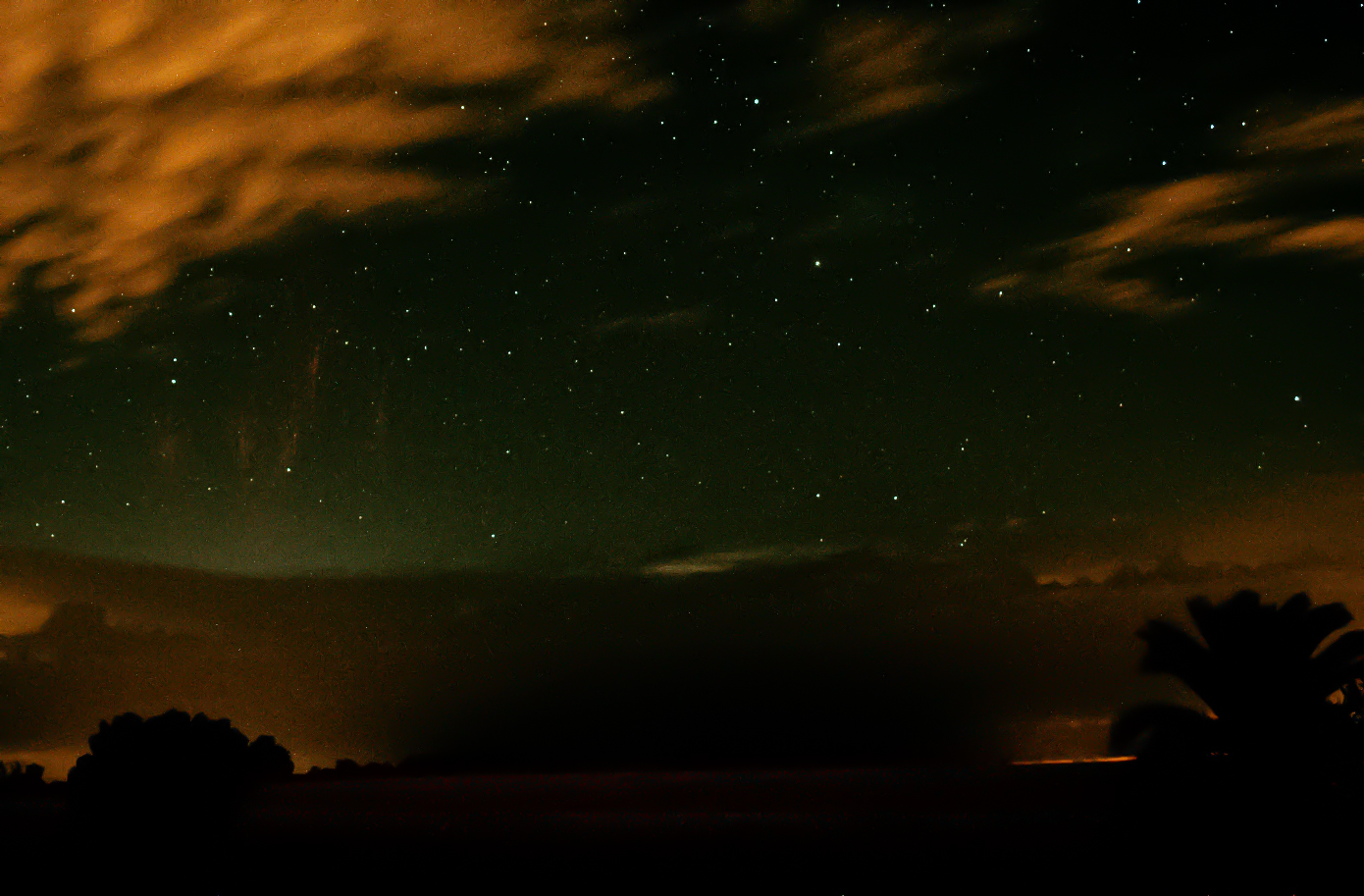
Chorros gigantes en Oro Verde, Argentina, 2 de febrero de 2014

El 22 de julio de 2002, cinco chorros gigantes de entre 60 y 70 km de longitud fueron observados sobre el mar del sur de China desde Taiwán, según se reportó en Nature. Los chorros duraron menos de un segundo, con formas relacionadas por los investigadores con árboles gigantes y zanahorias.
El 2 de febrero de 2014, el Observatorio de Oro Verde, perteneciente a la Asociación Entrerriana de Astronomía (Entre Ríos, República Argentina) reportó más de 10 chorros gigantes sobre una tormenta cuyo centro se ubicaba a los 33° de Latitud Sur y 60° de Longitud Oeste, próxima a la ciudad de Rosario. El centro de la tormenta se desplazó a aproximadamente a 100 km al sur del Observatorio de Oro Verde, por lo que las condiciones de observación y fotografía resultaron óptimas.

## Duendes
Los duendes aparecen frecuentemente como un opaco, achatado brillo que se expande cerca de 400 km de diámetro y que dura,  típicamente, sólo un milisegundo. Ocurren en la ionósfera a 100 km por encima de la superficie y por encima de las tormentas. Su color fue un misterio por algún tiempo, pero se sabe que es de color rojizo. Los 'duendes' fueron registrados por primera vez en otra misión espacial, esta vez cerca de la Guyana francesa el 7 de octubre de 1990.
En inglés se usa el término ELVES como un acrónimo de Emissions of Light and Very Low Frequency Perturbations from Electromagnetic Pulse Sources. Esto hace referencia a los fenómenos por los cuales la luz se genera; la excitación de moléculas de nitrógeno debido a colisiones entre electrones (electrones que han sido probablemente energizados por el pulso electromagnético causado por una descarga de una tormenta subyacente).

### En inglés
- Homepage of the Eurosprite campaign, itself part of the CAL (Coupled Atmospheric Layers) research group
- March 2, 1999, University of Houston: UH Physicists Pursue Lightning-Like Mysteries Quote: "...Red sprites and blue chorros are brief but powerful lightning-like flashes that appear at altitudes of 40-100 km (25-60 miles) above thunderstorms..."
  - Ground and Balloon-Borne Observations of Sprites and chorros
- Barrington-Leigh, C. P., "Elves: Ionospheric Heating By the Electromagnetic Pulses from Lightning (A primer)". Space Science Lab, Berkeley.
- "Darwin Sprites '97". Space Physics Group, University of Otago.
- Gibbs, W. Wayt, "Sprites and Elves: Lightning's strange cousins flicker faster than light itself". San Francisco. ScientificAmerican.com.
- Barrington-Leigh, Christopher, "VLF Research at Palmer Station".
- Sprites, chorros and TLE pictures and articles (enlace roto disponible en Internet Archive; véase el historial, la primera versión y la última).
- High speed video (10,000 fps) taken by Hans Stenbaek-Nielsen, University of Alaska
- Video Reveals 'Sprite' Lightning Secrets, Livescience article, 2007.
  - Video evidence
- Gigantic chorros Over Oklahoma An Astronomy Picture of the Day article with pictures and video of two separate gigantic chorros above Oklahoma
- Gigantic chorros between a thundercloud and the ionosphere.
- Huge Mystery Flashes Seen In Outer Atmosphere
- Sprite Gallery

- Datos: Q1775058
- Multimedia: Transient luminous events / Q1775058